# Fun House (스투지스의 음반)
| 전문가 평가                   | 전문가 평가 |
| 평가 점수                     | 평가 점수   |
| 출처                          | 점수        |
| ----------------------------- | ----------- |
| AllMusic                      | [ 2 ]       |
| Chicago Tribune               | [ 3 ]       |
| Christgau's Record Guide      | A−          |
| Entertainment Weekly          | A+          |
| Mojo                          | [ 6 ]       |
| Pitchfork                     | 9.4/10      |
| Q                             | [ 8 ]       |
| The Rolling Stone Album Guide | [ 9 ]       |
| Spin Alternative Record Guide | 10/10       |
| Uncut                         | [ 11 ]      |

《Fun House》는 미국의 록 밴드 스투지스의 두 번째 스튜디오 음반이다. 이 음반은 1970년 7월 7일, 엘렉트라 레코드에 의해 발매되었다. 처음에는 상업적으로 성공하지 못했지만, 이후 《Fun House》는 강한 컬트 팔로잉을 형성했다. 전작 (1969년의 《The Stooge》)과 후속작 (1973년의 《Raw Power》)처럼 펑크 록 발전에 필수적인 작품으로 꼽힌다.

## 녹음
1969년, 엘렉트라 레코드는 스투지스의 데뷔 음반을 발표하며 엇갈린 평가를 받았고 상업적 성공에는 한계가 있었다. 엘렉트라의 수장인 잭 홀츠먼은 미시간주에 기반을 둔 또 다른 밴드인 MC5가 스투지스보다 더 상업적인 잠재력을 가지고 있다고 믿었다. 홀츠먼은 전 더 킹스맨의 키보디스트인 돈 갈루치에게 스투지스의 두 번째 음반을 제작해 달라고 요청했다.
그룹을 라이브로 본 후, 갈루치는 홀츠먼에게 스투지스가 "흥미로운 그룹이지만, 이 느낌을 녹음할 수 있을 것 같지는 않다"고 말했다. 그러나 홀츠먼은 이미 로스앤젤레스에서 밴드와 함께 녹음 시간을 예약한 상태였다. 이 음반은 1970년 5월 11일부터 25일까지 로스앤젤레스의 엘렉트라 사운드 레코더에서 녹음되었다. 프로듀서로서 갈루치의 계획은 매일 약 12곡을 녹음한 후 음반에 나올 곡을 고르는 것이었다. 첫날은 모든 곡의 사운드 체크와 런스루로 구성되었으며, 앰프와 드럼 사이에 배플이 있었고, 붐 스탠드의 스튜디오 스타일 마이크를 통해 이기 팝이 보컬을 불렀다.
밴드는 결과적인 사운드에 만족하지 못했고, 이후 그들과 갈루치는 라이브 공연을 최대한 가깝게 모방하기 위해 스튜디오 전체의 평소 장비와 방음 장치를 제거했다. 갈루치는 콘서트에서 평소 연주하던 방식으로 스튜디오에서 밴드를 편곡했으며, 팝은 휴대용 다이내믹 마이크를 통해 노래를 불렀고 앰프 사이에 배플이 없었다. 현대 음반과 비교했을 때 결과는 매우 원시적이었다. 예를 들어, 베이스 앰프의 정상적인 격리 배플이 없으면 여러 곡에서 스네어 드럼의 소리가 들다.
이기 팝은 상징적인 블루스 가수 하울링 울프가 "《Fun House》에서 저에게 정말 관련이 깊었다"고 말했다. "적어도 제가 할 수 있는 한, 그 사람은 울프입니다."

## 곡 목록
모든 곡들은 스투지스에 의해 작사/작곡하였다.
| #  | 제목                   | 재생 시간 |
| -- | ---------------------- | --------- |
| 1. | 〈Down on the Street〉 | 3:42      |
| 2. | 〈Loose〉              | 3:34      |
| 3. | 〈T.V. Eye〉           | 4:16      |
| 4. | 〈Dirt〉               | 7:00      |

| #  | 제목           | 재생 시간 |
| -- | -------------- | --------- |
| 1. | 〈1970〉       | 5:14      |
| 2. | 〈Fun House〉  | 7:45      |
| 3. | 〈L.A. Blues〉 | 4:52      |